# 曲枝藓属
曲枝藓属（学名：Foreauella）为灰藓科的一个属。

## 物种
本属包括以下物种：
- Foreauella orthothecia (Schwgr.) Dixon & Potier de la Varde, 1937